# HMS Severn (1913)
Pour les autres navires du même nom, voir HMS Severn.
Le HMS Severn était un monitor de classe Humber de la Royal Navy. Construit à l’origine par Vickers pour le Brésil, il a été acheté par la Royal Navy en 1914 au début de la Première Guerre mondiale avec ses sister-ships Humber et Mersey. Il avait été baptisé Solimões par les Brésiliens, mais a été renommé par les Britanniques. Les trois navires étaient les premiers d’un nouveau type de navires de guerre spécialisés dans le bombardement de la terre. En raison de leur faible tirant d'eau, ils étaient très peu maniables et impropres à la navigation en mer par un vent d’une force supérieure à 5.

## Engagements
Le HMS Severn a eu une carrière relativement réussie pendant la Première Guerre mondiale, avec au moins trois engagements. À la bataille de l'Yser en 1914, ayant pris position au large des côtes belges, il bombarde les troupes allemandes ainsi que des positions d’artillerie. Le 10 octobre 1914, il a survécu à une attaque du sous-marin U-8, lorsqu’une torpille est passée sous le navire à faible tirant d’eau. Au début de 1915, la tourelle jumelée a été retirée et remplacée par deux canons blindés simples de 6 pouces à l’avant et à l’arrière. En juillet 1915, le monitor a été remorqué jusqu’au delta du fleuve Rufiji, en Afrique orientale allemande, où il a ensuite participé, avec le HMS Mersey, à la destruction du croiseur léger allemand SMS Königsberg. Il a continué à servir sur la station d’Afrique de l'Est jusqu’en 1918 et, après un long carénage à Alexandrie, il a également servi sur le bas Danube jusqu’en mars 1919.
Il a été vendu pour démolition le 9 mai 1921 à Thos W Ward, de Preston, et est arrivé à leur chantier naval le 23 mars 1923.